# Lubě
Lubě (deutsch Lubie) ist eine Gemeinde in Tschechien. Sie befindet sich neun Kilometer nordöstlich von Tišnov und gehört zum Okres Blansko.

## Geographie

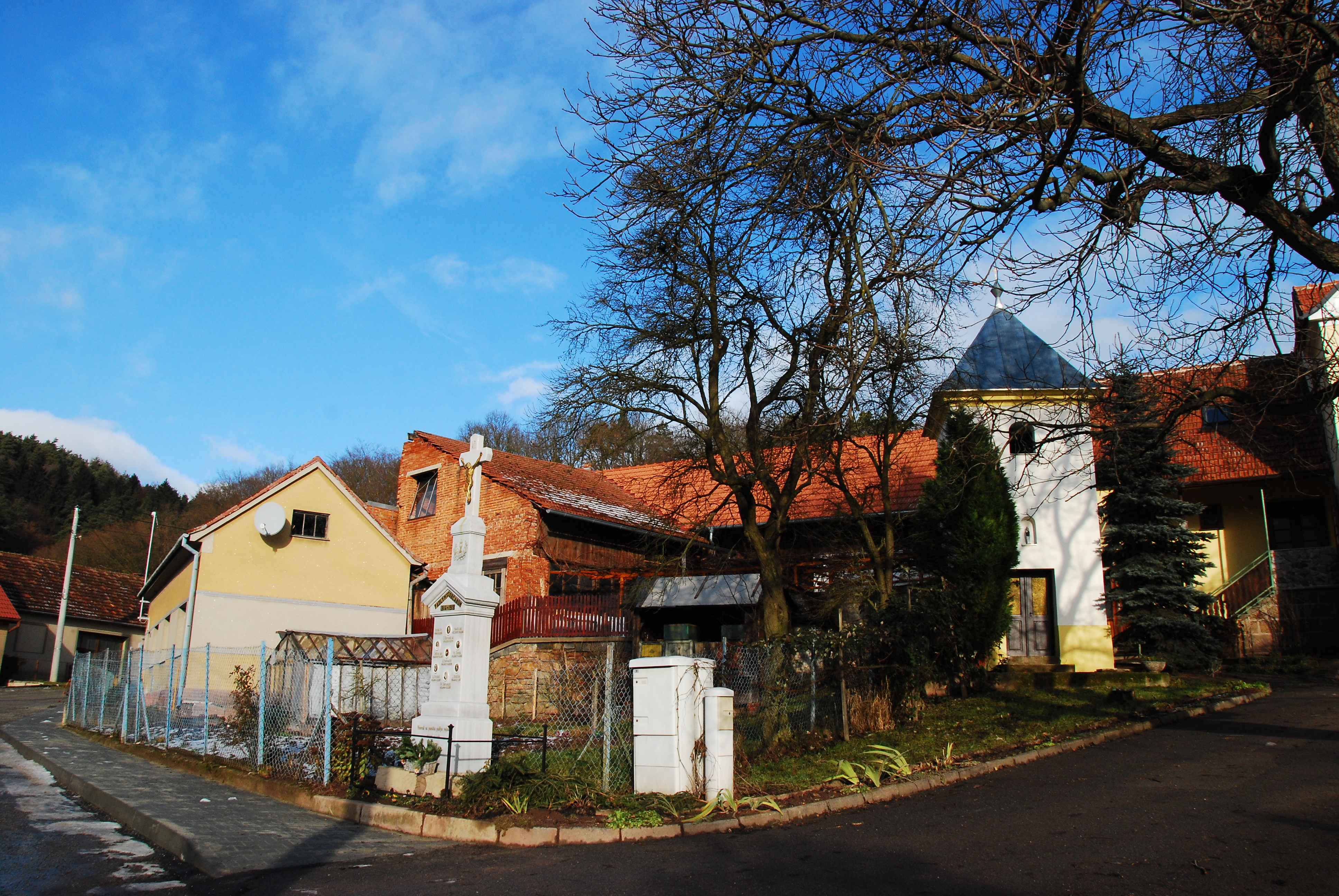
Im Ort

Lubě befindet sich in der Boskowitzer Furche zwischen dem Drahaner Bergland und der Böhmisch-Mährischen Höhe. Das Dorf liegt am südlichen Fuße des Hügels Jedůvka (483 m) im Tal des Flüsschens Lubě an der Einmündung der Bäche Záhořský potok und Johanka. Nordöstlich erhebt sich die Skalky (452 m) und im Südwesten die Střela (490 m).
Nachbarorte sind Brťov-Jeneč und Býkovice im Norden, Žernovník im Nordosten, Malá Lhota im Osten, Závist und Milonice im Südosten, Újezd u Černé Hory im Süden, Hluboké Dvory und Unín im Südwesten, Rohozec im Westen sowie Bukovice im Nordwesten.

## Geschichte
Die erste schriftliche Erwähnung des Dorfes erfolgte im Jahre 1360 als Teil der Herrschaft Bukovice. 1385 verkaufte Pešek von Bukovice den Ort an Ježek von Křížánek. Dieser veräußerte den Besitz drei Jahre später an Jan von Braslavec. Ein Teil des Dorfes besaß zu Beginn des 15. Jahrhunderts Blažej von Domabořice, er verkaufte ihn 1415 an Jan Kašpar von Bukovice. Zum Ende des 15. Jahrhunderts gehörte das Dorf den mit den Herren von Bukovice verwandten Vladiken von Šerkovice. Nach einer zu Beginn des 16. Jahrhunderts erfolgten Teilung des Dorfes gehörte Lubě ab 1549 größtenteils zur Herrschaft Černá Hora, kleinere Anteile waren nach Lomnitz und Šerkovice untertänig. Den aus drei Untertanen bestehenden Lomnitzer Anteil hatte Amand Graf Serényi 1548 dem Kloster Porta Coeli geschenkt. Zu Beginn des 17. Jahrhunderts bestand das Dorf aus 17 Häusern. Nach dem Dreißigjährigen Krieg waren sechs Häuser verlassen. Das Dorf war seit dem 19. Jahrhundert nach Újezd gepfarrt. 1824 entstand im südlichen Teil des Dorfes eine Wassermühle. 1843 lebten in den 23 Häusern von Lubě 131 Menschen.
Nach der Aufhebung der Patrimonialherrschaften bildete Lubě ab 1850 einen Ortsteil der Gemeinde Hluboky in der Bezirkshauptmannschaft Boskovice. Bis 1879 war Újezd auch Schulort, danach wurden die Kinder nach Malá Lhota umgeschult. Seit 1880 bildet Lubě eine eigene Gemeinde. Im Jahre 1900 war der Ort auf 28 Häuser angewachsen und hatte 157 Einwohner. Am 12. Juli 1922 wurde das Dorf von einer Hochwasserkatastrophe heimgesucht. Infolge eines Wolkenbruches schwoll die Lubě zu einem reißenden Strom an und entwurzelte Bäume, die den Abfluss des Wassers hinderten. Dadurch erreichte das Flüsschen einen Wasserstand von zwei Metern über der normalen Höhe und überflutete Teile des Dorfes. Am Flusslauf südlich des Dorfes sind noch heute Geröllbänke mit herausragenden Wurzelstöcken erkennbar, die bei der Flut entstanden. 1923 begann der Unterricht an der Dorfschule. Im Jahre 1934 begannen Regulierungsarbeiten an der Lubě. 1943 gründete sich die Freiwillige Feuerwehr. Seit 1948 gehört die Gemeinde zum Okres Blansko. Die Schule wurde 1963 geschlossen.

## Gemeindegliederung
Für die Gemeinde Lubě sind keine Ortsteile ausgewiesen.

## Sehenswürdigkeiten
- Kapelle Mariä Wiegenfest
- Naturdenkmal Krkatá baba, südlich des Dorfes an der Lubě, Eichenwald um eine Gruppe von Felspfeilern aus rötlichem Brekziengestein, es erhielt seinen skurrilen Namen von einem der Felsen, der einem menschlichen Kopf mit langem Hals ähnelt.